# Marcel Höttecke
Marcel Höttecke (Lippstadt, 25 aprile 1987) è un allenatore di calcio ed ex calciatore tedesco, di ruolo portiere, preparatore dei portieri dell'Osnabrück.

## Carriera
Cresciuto nel Rot-Weiss Ahlen, dove gioca solo nella seconda squadra, passa nel 2007 nel più blasonato Borussia Dortmund.
Nella sua prima stagione con i giallo-nero, riesce a giocare cinque partite, tutte da titolare.
Gli anni seguenti però non sono così positivi, venendo relegato nella squadra riserve del Borussia.
Nell'aprile 2010 annuncia il suo passaggio in estate al 1. Fußballclub Union Berlin, club che milita nella 2. Fußball-Bundesliga, la seconda serie tedesca ottenendo al termine della stagione l'undicesimo posto.
Nel 2013 viene ingaggiato dal Berliner Athletik Klub 07 e successivamente dal Lippstadt 08, club in cui chiuderà la carriera agonistica nel 2016